# Fandango (gruppo musicale statunitense)
I Fandango erano un gruppo musicale statunitense hard rock fondato nel 1977 e capitanato da Joe Lynn Turner.

## Storia del gruppo
La band aprì per band come The Allman Brothers e Chicago. Turner disse che il gruppo era fortemente influenzato da realtà quali gli Eagles e il southern rock in generale. Disse anche che il progetto si sciolse dopo che fu perso tutto il loro equipaggiamento, trafugato in un concerto a Chicago nel 1979 oltre ad altri problemi minori.

## Discografia

### Album
- Fandango (1977)[6]
- Last Kiss (1979)[7]
- One Night Stand (1979)[8]
- Cadillac (1980)[9]

### Raccolte
- The Best of Fandango (1999)[10]